# Abbás II.
Zillulláh Abú-l-Muzaffar Sultán Abbás Šáh, zkráceně Abbás II. (persky  عباس دوم‎ ; 20. prosince 1633 Kazvín – 25. září 1666 Dámghán), byl perský šáh z dynastie Safíovců, vládnoucí v letech 1642–1666. Byl druhým synem šáha Safího I. a jeho manželky Anny Khanum, pocházející z Gruzie (byla však čerkeského původu). Jeho starší bratr Abbás Mírzá zemřel v dětském věku.
Abbás II., při nástupu na trůn ani ne devítiletý, po dosažení dospělosti často zanedbával své státnické povinnosti, přesto však patří jeho vláda k poměrně významným obdobím v historii Íránu, v neposlední řadě díky šáhově rozhodnosti. Ve vnitřní politice se podařilo posílit autoritu panovníka, jež za Safího I. poněkud upadla, a safíovská vojska navíc znovu dobyla Kandahár, ztracený ve prospěch Velkých Mogulů z Indie. Také kontakty s Evropou se rozvíjely ve větší míře (Anglie, Nizozemí) a nově byly navázány i s Ruským carstvím, jež za cara Alexeje Michajloviče krok za krokem expandovalo směrem ke Kaspickému moři. Celkově Abbásova vláda zajistila říši stabilitu uvnitř i navenek.